# Нестеров, Александр Николаевич
Александр Николаевич Нестеров (род. 15 мая 1991) — российский самбист, чемпион и призёр чемпионатов России, Европы и мира по боевому самбо, Заслуженный мастер спорта России. Выступал в легчайшей (до 52 кг), полулёгкой (до 57 кг) и лёгкой (до 62 кг) весовых категориях. Боец смешанных единоборств. Его наставниками были А. В. Чугреев и А. М. Аверьянов. По состоянию на март 2022 года провёл в смешанных единоборствах четыре боя и все выиграл сдачей соперника.

## Спортивные результаты
- Чемпионат России по боевому самбо 2009 года — ;
- Чемпионат России по боевому самбо 2010 года — ;
- Чемпионат России по боевому самбо 2015 года — ;
- Чемпионат России по боевому самбо 2017 года — ;
- Чемпионат России по самбо 2018 года — ;
- Чемпионат России по самбо 2019 года — ;
- Чемпионат России по самбо 2020 года — ;
- Чемпионат России по самбо 2021 года — ;